# Oeneis laeta
Oeneis laeta är en fjärilsart som beskrevs av Jules Leon Austaut 1908. Oeneis laeta ingår i släktet Oeneis och familjen praktfjärilar. Inga underarter finns listade i Catalogue of Life.